# Leucochimona matisca
Leucochimona matisca är en fjärilsart som beskrevs av William Chapman Hewitson 1860. Leucochimona matisca ingår i släktet Leucochimona och familjen Riodinidae. Inga underarter finns listade i Catalogue of Life.

## Bildgalleri

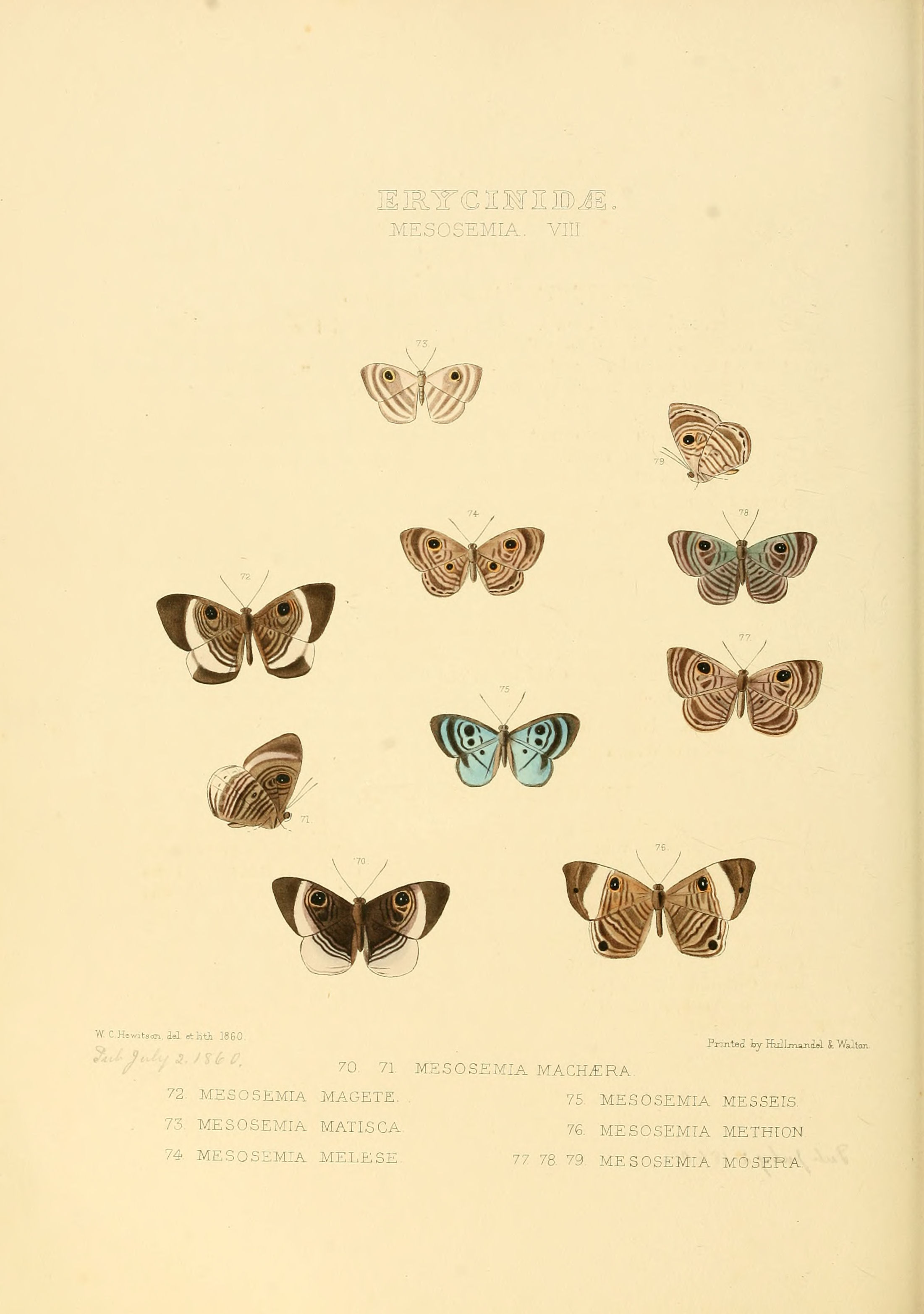